# Pachyanthrax laconae
Pachyanthrax laconae är en tvåvingeart som beskrevs av Greathead 1981. Pachyanthrax laconae ingår i släktet Pachyanthrax och familjen svävflugor.
Artens utbredningsområde är Grekland. Inga underarter finns listade i Catalogue of Life.